# Orden des halben Mondes

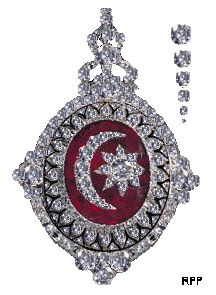
Orden des halben Mondes

Der osmanische Orden des halben Mondes (osmanisch نشانِ خلال Hilâl Nişanı), auch nur Halbmondorden genannt, war der erste Verdienstorden des Osmanischen Reichs. Gestiftet wurde er durch Sultan Selim III. 1799–1801.

## Geschichte
Im Osmanischen Reich gab es bis um 1800 keine Verdienstorden, die sich aus den christlichen Ritterorden entwickelt hatten. Stattdessen wurden Ehrenzeichen wie Vogelfedern (Çelenk) oder Ehrenpelze verschenkt.
Aus Dankbarkeit für den Sieg über die französische Flotte in der Seeschlacht bei Abukir vor der ägyptischen Küste sandte Selim III. an Admiral Nelson ein Kleinod mit dem Hilal (Mondsichel) aus Brillanten. Nelson nannte sich daraufhin Knight of the Crescent („Ritter vom halben Mond“), woraufhin Selim aus der ursprünglich einmaligen Dekoration einen Ritterorden nach europäischem Vorbild gebildet haben soll. 1801 war der Orden vollständig statuiert. Er hatte drei Klassen.

## Ordensdekoration
Ein rundes goldenes rot emailliertes Schild auf dem das türkische Wappen im grünen Schild den abnehmenden silbernen Halbmond zeigt.
Die Vorderseite zeigt sonst einen strahlenden Stern mit am Rand befindlichen sichelförmigen Mond. Beide Teile bestehen aus Brillanten.
Die Rückseite trug den Namen Selims III. in der Mitte. Das Medaillon der III. Klasse war golden, der aufgebrachte Halbmond und Stern aus Silber.

## Ordensband und Trageweise
Das Ordensband war breit und rot. Die erste Klasse trug die Auszeichnung am Schulterband über die rechte Schulter zur linken Hüftseite, dazu einen gestickten silbernen Bruststern, auf dem mittig der silberne Halbmond und ein Stern lag. Die zweite Klasse trug ohne Bruststern eine kleinere Ordensdekoration um den Hals, die dritte Klasse im Knopfloch.

## Bekannte Ordensträger
- Horatio Nelson, 1. Viscount Nelson (1799, Ritter I. Klasse durch Sultan Selim III.)
- George Elphinstone, 1. Viscount Keith (Ritter I. Klasse durch Sultan Selim III.)
- John Hely-Hutchinson, 2. Earl of Donoughmore (Ritter I. Klasse durch Sultan Selim III.)
- Horace-François Sébastiani (1807, Ritter I. Klasse durch Sultan Mustafa IV.)